# Килич Хан
Хваджа Абид Хан Сиддики (? — 7 февраля 1687, Голконда) — могольский государственный и военный деятель. Также известен как Наваб Хваджа Абид Сиддики (Титул Килич Хана был пожалован императором Шах-Джаханом). Килич Хан был навабом и военачальником могольского императора Аурангзеба. По происхождению — сиддики. Отец могольского военачальника и сановника Гази уд-Дина Хана Ферозе Джаха I (? — 1710) и дед Асаф Джаха I (1671—1748), первого низама Хайдарабада.

## Рождение
Будущий Килич Хан родился в Адилабаде, недалеко от Самарканда. Его отцом был шейх Хваджа Исмаил Хан Сиддики Баяфанди, потомок в 14-м колене шейха Шихаба уд-Дина Сиддики Баяфанди Сухраварди из города Сохревард (Персия). По отцовской линии он являлся потомком в 34-м поколении первого мусульманского халифа Абу Бакра и потомком клана Баяфанди из Асира, а по материнской линии — потомком пророка Мухаммеда.

## Ранняя жизнь
Килич Хан порвал с семейными традициями и стал воином, а не ученым. Килич Хан, как известно, использовал композитный лук и стрелу. Килич Хан прикрепил Коран с своему колчану и ехал под знаменем полумесяца и желтым флагом.
В 1655 году Килич Хан предпринял паломничество в Мекку. Но по дорог туда он прибыл в Индию, где был принят могольским падишахом Шах-Джаханом. Могольский император подарил ему халат или платье чести и пообещал ему, что после того, как он вернется из Мекки, он сможет поступить к нему на службу при дворе.
Килич Хан был наставником принца Аурангзеба. Под его руководством могольский император Аурангзеб завоевал Центральную Индию и Южную Индию. Он был главнокомандующим армии Аурангзеба, когда был завоеван султанат Голконда.
Килич Хану получил должности: Садар-и-Кул (1681—1685), субадар Аджмера (1667—1672), субадар Мултана (1672—1677), Амир-и-Хаджа (1676—1680) и фаудждар Зафарабада (1686—1687). Ему были присвоены титулы Азим-Хан (1657), и Килич Хан Бахадур (1680).

## Дальнейшая жизнь
В 1658 году Килич Хан вернулся из своего паломничества в Мекку и прибыл в Империю Великих Моголов. Во время болезни императора Шах-Джахана и междоусобицы его сыновей Килич Хан поддержал принца Аурангзеба. В мае 1658 года Килич Хан был одним из командиром могольской армии в битве при Самугаре, где принц Аурангзеб одержал победу над своим старшим братом и соперником Дарой-Шукохом. В награду он получил титул — Садр-ус-Садур и стал одним из самых доверенных сановников императора Аурангзеба.
Килич Хан участвовал в многочисленных военных кампаниях императора Аурангзеба. Во время осады Голконды в 1687 году могольской армией командовал Гази уд-Дин Хан Ферозе Джанг, старший сын Килич Хана.
Гази уд-Дин Хан Ферозе Джанг был так увлечен внезапным штурмом крепости, что отправил своего отца командовать штурмовой группой. Во время штурма Килич Хан был ранен взрывом пушечного ядра, которое оторвало ему руку. Он вернулся в могольский лагерь на своей лошади, отказываясь спешиться. Первый министр Аурангзеба, Асад-Хан, заметил, что пока хирурги извлекали из его раны кусочки кости и железа, он стоически потягивал кофе . Килич Хан скончался через несколько дней, а его оторванная рука была найдена и идентифицирована по перстню с печаткой, который он всегда носил на своём пальце. Килич Хан был похоронен в Кисматпуре, неподалеку от озера Химаят-Сагар, всего в нескольких километрах от того места, где он умер.

## Дети
У Килич Хана было пятеро сыновей и двух дочерей:
- Фарзанд-и-Арджуманд, Наваб Гази уд-Дин Хана Бахадур, Фируз Джанг, Сипах Салар (ок. 1649 — 9 сентября 1710)
- Вазир уль-Мамалик-и-Хиндустан Муиз уд-Даула, Наваб Кваджа Хамид Хан Бахадур, Салабат Джанг (? — 1728), субадар Биджапура (1710), Вазир уль-Мамалик (1720), наиб субадар Гуджарата (1723—1724) и Нандера (1726—1728)
- Насир уд-Дала, Наваб Абдул Рахим Чин Килич Хан Бахадур, Салабат Джанг (? — до 1744), фаудждар Джайпура (1717—1722), Бурханпура (1722—1725, 1735, 1743) и Аурангабада (1725—1743).
- сын, умер в детстве
- сын, умер в детстве
- Хадиджа Бегум Сахиба, муж — Азд уд-Даула Наваб Мухаммад Иваз Хан Бахадур (? — 1730)
- дочь, муж — Захир уд-Даула, Наваб Рият-Хан Бахадур (? — 1724), субадар Малвы.

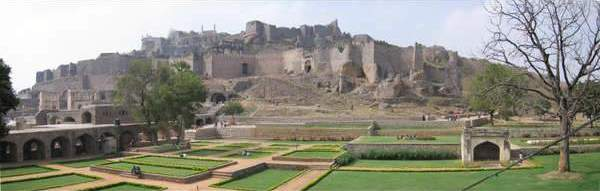
Руины крепости Голконда, где Хваджа Абид погиб в бою, а также где были найдены такие алмазы, которые сделали его потомков самыми богатыми людьми в мире

## Ранги
- 1655 год — 1000 затов
- 1657 год — 3000 затов и 500 соваров
- 1558 год — 4000 затов и 700 соваров
- 1665 год — 4000 затов и 1500 соваров
- 1681 год — 5000 затов и 1500 соваров.